# Xian de Tancheng
Le xian de Tancheng (郯城县 ; pinyin : Tánchéng Xiàn) est un district administratif de la province du Shandong en Chine. Il est placé sous la juridiction de la ville-préfecture de Linyi.

## Démographie
La population du district était de 964 538 habitants en 1999.